# Scott Shaw (auteur)
Ne doit pas être confondu avec Scott Shaw (acteur).
Scott Shaw, souvent orthographié Scott Shaw! (ou Scott Shaw?), est un auteur de bande dessinée et animateur américain né le 4 septembre 1951 dans le Queens à New York.

## Biographie
Scott Shaw naît le 4 septembre 1951 à New York mais il passe quasiment toute sa jeunesse à San Diego. Sa première bande dessinée publiée date de 1974. Intitulé  I Was A... Funnybook Junkie elle paraît dans California Comics publié par la maison d'édition homonyme. Puis pour gagner sa vie, il dessine des publicités pour des entreprises ou des journaux de San Diego. Parallèlement il dessine régulièrement des bandes dessinées pour des comics underground comme Quack ou Fear and Laughter. Peu après il commence à travailler pour des entreprises plus respectables. Ainsi il dessine Les Pierrafeu soit pour les dessins animés soit pour les adaptations en comics publiées par Marvel Comics et d'autres personnages de Hanna-Barbera. Que ce soit pour l'underground ou les éditeurs distribués dans les kiosques, son style reste le même puisque ses comics underground présentent des super-héros animaliers parodiques proches des personnages de dessins animés. En 1982, il crée avec Roy Thomas la série humoristique Captain Carrot and his Amazing Zoo Crew qui connaît 20 numéros. Par la suite il est directeur artistique dans une société de publicité pendant 10 ans. Il revient aux comics et  travaille pour Bongo Comics sur des épisodes des Simpson ou de Radioactive Man ou pour Archie Comics sur les adaptations de Sonic the hedgehog, Betty & Veronica, etc. Versatile, il dessine aussi pour DC Comics des épisodes des Tiny Titans et des Looney Tunes. Il conçoit aussi des figurines inspirées par les personnages de Hanna-Barbera et des Simpsons.

## Récompenses
- 1980 : Prix Inkpot
- 2000 : Prix Eisner de la meilleure publication humoristique pour sa participation à Bart Simpson's Treehouse of Horror